# تجمد فايسلي

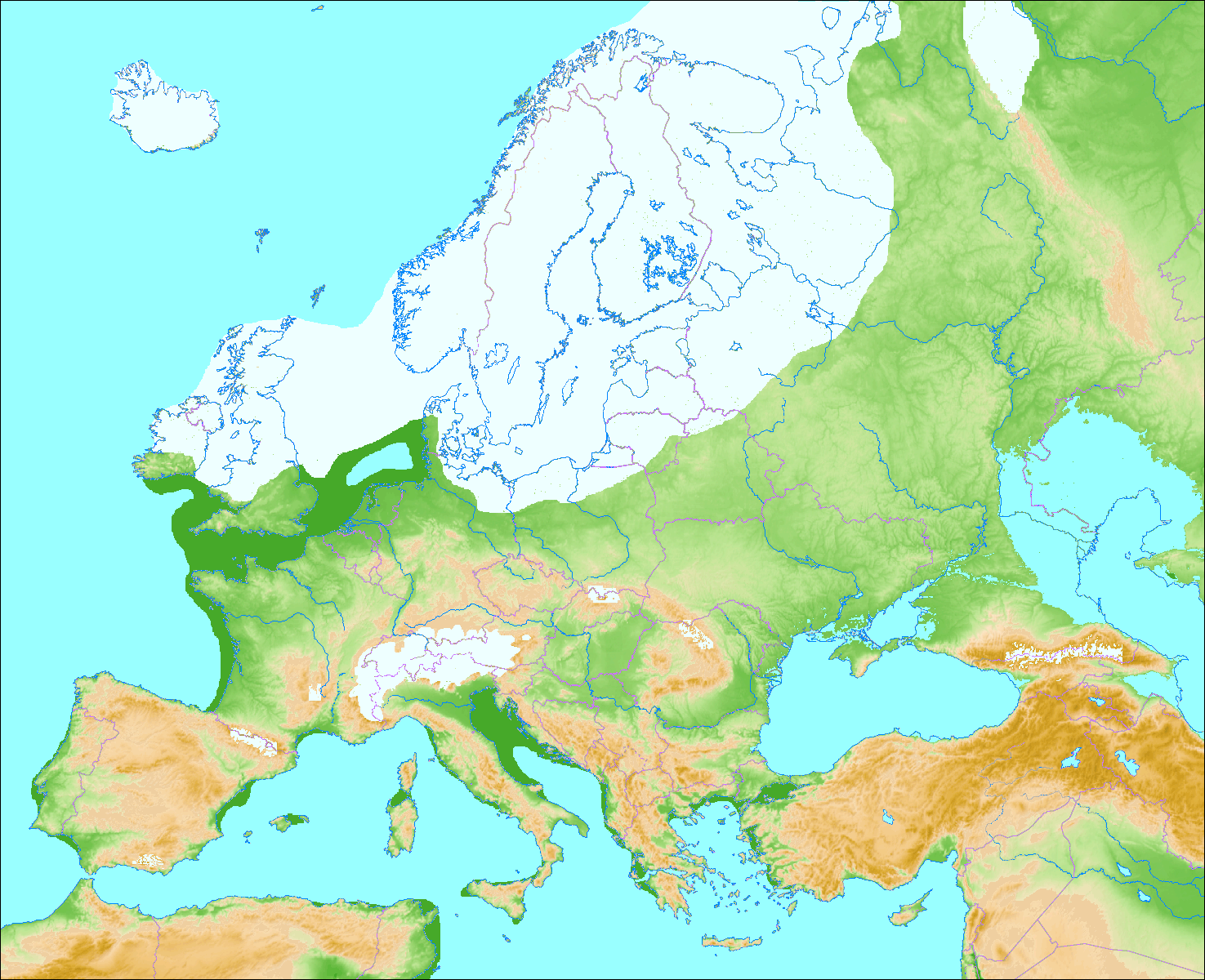
أوروبا خلال خلال فترتي التجمد الفايسلي والفورمي

يشير تجمد فايسلي أو تجمد فايسإيليان إلى العصر الجليدي الأخير والتجمد المرتبط به في الأجزاء الشمالية من أوروبا. وفي منطقة جبال الألب يقابل تجمد وورم. يتسم بوجود صفيحة جليدية (الصفيحة الجليدية الفينوسكندية) التي تنبسط من الجبال الإسكندنافية وتمتد بعيدًا لتصل إلى شليسفيش هولشتاين ومرغريفية براندنبورغ وشمال غرب روسيا. في شمال أوروبا، كانت أصغر الأدوار الجليدية للعصر الجليدي الحديث الأقرب. كانت الفترة الدافئة السابقة في هذه المنطقة هي الفترة الإيميانية بين العصور الجليدية. بدأت الفترة الباردة الأخيرة منذ نحو 115.000 عام وانتهت منذ 11.700. تتقابل نهايتها مع نهاية العصر الجليدي الحديث الأقرب ومع بداية عصر الهولوسين.
أطلق عالم الجيولوجيا الألماني كونراد كيلهاك (1858-1944) اسم تجمد فايسإيليان مستخدمًا الاسم الموجود في اللغة الألمانية (فايسل) لنهر فيستولا في بولندا الحالية.

## التسمية في مناطق أخرى من العالم
تطلق مسميات أخرى على تجمدات العصر الجليدي الأخير في مناطق أخرى: فعلى سبيل المثال يُطلق اسم تجمد ورم في منطقة جبال الألب، وفي بريطانيا العظمى يُستخدم اسم التجمد الديفنجي، وفي إيرلاندا يُستعمل اسم تجمد ميدلانديان، أما في أميركا الشمالية فُيستخدم اسم تجمد ويسكونسن.

## تطور التجمد

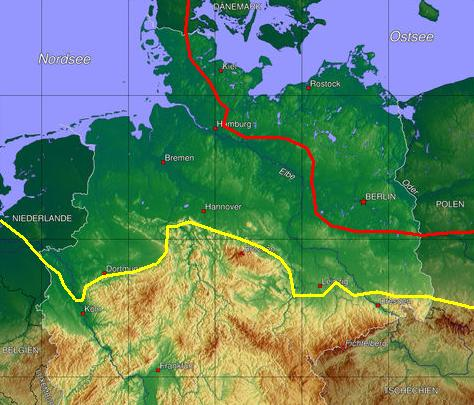
تمثيل تخطيطي تقريبي لأقصى هوامش الجليد في آخر عصرين جليديين في شمال ألمانيا

### فايسإيليان في نشأته والمرحلة الوسطى
على الأرجح أن الصفيحة الجليدية الفينوسكندية لتجمد فايسإيليان قد نمت من تجمد جبلي من الحقول الجليدية الصغيرة ومن القمم المتجمدة في الجبال الاسكندنافية. ربما كانت الرطوبة القادمة من المحيط الأطلسي والجبال ذات الارتفاع العالي سببًا مكّن حدوث التجمد الأولي. ولعل أفضل النظائر الحديثة لهذا التجمد الأولي هي الحقول الجليدية في باتاغونيا الأندية. يفترض جان مانجيرود أن أجزاءً من الساحل النرويجي قد كانت على الأرجح خالية من الكتل الجليدية لمعظم فترة فايسإيليان السابقة للذروة الجليدية الأخيرة.
بين38 و28 ألف عام قبل وقتنا الحاضر، كان هناك فترة دافئة نسبيًا في فينوسكانديا تدعى أليسوند إنترستيديال. وحصلت الإنترستيديال على اسمها من بلدية أليسوند في النرويج حيث تأسست في بداية الأمر بالاعتماد على السجل الأحفوري المحلي للأصداف.

### الذروة الجليدية الأخيرة
بدأ نمو الصفيحة الجليدية لتصل إلى حد الذروة الجليدية الأخيرة بعد أليسوند إنترستاديال. ترافق نمو الصفيحة الجليدية بهجرة شرقية للانقسام الجليدي من الجبال الإسكندنافية باتجاه الشرق نحو السويد وبحر البلطيق. ومع نمو الصفائح الجليدية في شمال أوروبا قبل الذروة الجليدية الأخيرة، تكتلت الصفيحة الجليدية الفينوسكندية مع الصفيحة الجليدية التي كانت تنمو في بحر بارنتس (24 ألف عام قبل وقتنا الحاضر)، ومع الصفيحة الجليدية في الجزر البريطانية بعد نحو ألف عام. وفي هذا الوقت، شكلت الصفيحة الجليدية الفينوسكندية جزءًا من تجمع أكبر من الصفائح الجليدية اليورو آسيوية، والذي كان كتلة جليدية مستمرة شغلت مساحة امتدت من إيرلندا إلى نوفايا زيمليا.
كانت الأجزاء الوسطى من صفيحة جليد فايسإيل ضمن ظروف قاعدة باردة خلال فترات اتساعها الأقصى. هذا يعني أنه في مناطق مثل شمال شرق السويد وشمال فنلندا قد نجت التضاريس والترسبات الموجودة مسبقًا من التآكل الجليدي وهي الآن محفوظة بشكل جيد على وجه التحديد. وأيضًا خلال أوقات الاتساع الأقصى، انتهت الصفيحة الجليدية باتجاه الشرق على هيئة تضاريس أرضية منحدرة بلطف نحو الأعلى وهو ما تسبب بإفراغ الأنهار في الواجهة الجليدية وتشكل بحيرات كبيرة أمام النهر الجليدي.
وصلت الذروة الجليدية الأخيرة لهذا الحد للمرة الأولى في 22 ألف عام قبل وقتنا الراهن في الحدود الجنوبية للصفيحة الجليدية في الدنمارك وألمانيا وبولندا الغربية. في شرق بولندا وليتوانيا وبيلاروسيا وبسكوف أوبلاست في روسيا، وصلت الصفيحة الجليدية إلى حدها الأقصى في 19 ألف عام قبل وقتنا الراهن. وفي باقي شمال غرب روسيا، حصل التقدم الجليدي الأكبر في 17 ألف عام قبل الميلاد.

### ذوبان الجليد حتى يونغر درياس
ومع بداية الهامش الجليدي بالتراجع في 22 إلى 17 ألف عام قبل وقتنا الراهن، كانت كل من الدنمارك (باستثناء بورهولم) وألمانيا وبولندا وبيلاروسيا خالية من الجليد في 16 ألف عام قبل وقتنا الراهن. وبعد ذلك، تراجع الهامش الجليدي حتى يونغر درياس عندما استقرت الصفيحة الجليدية. وبحلول ذاك الوقت، لحقت كل من غوتالاند وغوتلاند وكل دول البلطيق والساحل الجنوبي الشرقي لفنلندا بالمناطق الخالية من الجليد. أما في روسيا، فكانت كل من بحيرة لادوغا وبحيرة أونيغا ومعظم شبه جزيرة كولا والبحر الأبيض خاليًا من الجليد خلال يونغر درياس. وقبل يونغر درياس، لم يكن الذوبان الجليدي موحدًا وعاودت صفائح جليدية صغرى بالتقدم وشكلت سلسلة من أنظمة نهاية كتل الصخور والأحجار، وكان أبرزها في غوتالاند.
وخلال فترة ذوبان الجليد، شكلت المياه الذائبة العديد من التضاريس والسهول المليئة بالرواسب. وفي شمال وسط سمولاند ونوب أوستيرغوتلاند تم توجيه جزء من المياه الذائبة عبر سلسلة من الوديان. يعتقد أنه خلال يونغر درياس عاود نهر جليدي صغير تقدمه في السويد وهو ما نجم عنه هويس طبيعي جلب عدة أنواع من كائنات المياه العذبة مثل مايسيس وسالفيلينوس إلى بحيرات مثل سومين التي لم تتصل أبدًا ببحيرة جليد البلطيق. ويعني بقاء هذه أنواع المياه الباردة هذه حتى وقتنا الراهن أنها بقايا جليدية.

### الذوبان الجليدي الأخير
عند استئناف التراجع الهامشي الجليدي، أصبحت الصفيحة الجليدية مركزة بشكل متزايد في الجبال الاسكندنافية (كانت قد غادرت روسيا في 10.6 ألف عام قبل وقتنا الراهن وفنلندا في 10.1 ألف عام قبل وقتنا الراهن) تسبب التراجع الإضافي للهامش الجليدي بتركز الصفيحة الجليدية في جزئين من الجبال الإسكندنافية، جزء منها في جنوب النرويج والجزء الآخر في شمال السويد والنرويج. اتصل هذان المركزان لفترة من الزمن. شكل هذا الاتصال حاجزًا كبيرًا للصرف وبدوره شكل بحيرات عديدة سريعة الزوال ذات سدود جليدية. وفي ما يقارب 10.1 ألف عام قبل وقتنا الراهن، اختفى الاتصال بالإضافة إلى المركز النرويجي الجنوبي لصفيحة الجليد لاحقًا بعد نحو ألف عام. بقي المركز الشمالي لبضع مئات من السنين فبحلول 9.7 ألف عام قبل وقتنا الراهن احتوت جبال ساريك الشرقية على البقايا الأخيرة من صفيحة الجليد الفينوسكندية. ومع تراجع الصفيحة الجليدية إلى الجبال الإسكندنافية لم يكن الأمر بمثابة عودة إلى تجمدها السابق المتمركز في الجبل الذي نمت منه الصفيحة الجليدية، فكانت مختلفة من ناحية أن الانقسام الجليدي قد تباطأ خلف الكتلة الجليدية المتمركزة في الغرب. ليس معروفًا إن كانت الصفيحة الجليدية قد تفككت إلى بقايا متبعثرة قبل الاختفاء أو أنها قد تقلصت بينما حافظت على تماسكها ككتلة جليدية واحدة. من الممكن أنه بينما بقي بعض الجليد شرقي جبال ساريك، تمكنت أجزاء من الصفيحة الجليدية من النجاة بشكل مؤقت في الجبال العالية. أما البقايا في شرق جبال سارك فشكلت بحيرات ذات سدود جليدية سريعة الزوال وتسببت هذه البحيرات بدورها بعدة فيضانات بحيرات جليدية متفجرة إلى أنهار أقصى شمال السويد.

### الارتداد بعد الجليدي
ينعكس الارتداد بعد الجليدي بسبب ذوبان الجليد على تغيرات خط الساحل في بحر البلطيق والمجسمات المائية الأخرى القريبة. في بحر البلطيق، كان الارتفاع في أعظم درجاته في هاي كوست في غرب بحر باثينيان. وضمن هاي كوست، تعد بقايا الخط الساحلي على ارتفاع 286 متر في سكولبيرجنت في وقتنا الراهن أعلى نقطة معروفة على الأرض قد ارتفعت من خلال الارتداد بعد الجليدي. وشمال هاي كوست في فيوروغرند قبالة ساحل سكيلفتي توجد المنطقة التي تحوي أعلى معدلات ارتفاع في وقتنا الحالي بقيم تصل إلى غاية 9مم بالعام.